# Pinju Layang
Pinju Layang is een bestuurslaag in het regentschap Seluma van de provincie Bengkulu, Indonesië. Pinju Layang telt 837 inwoners (volkstelling 2010).